# Denis Kudla (bryder)
Denis Kudla (født 24. december 1994) er en tysk bryder, der konkurrerer i græsk-romersk stil.
Han repræsenterede Tyskland ved sommer-OL 2016 i Rio de Janeiro , hvor han tog bronze i 85 kg.
Under sommer-OL 2020 i Tokyo, som blev afholdt i 2021, tog han bronze.